# Kruh (Holubice)

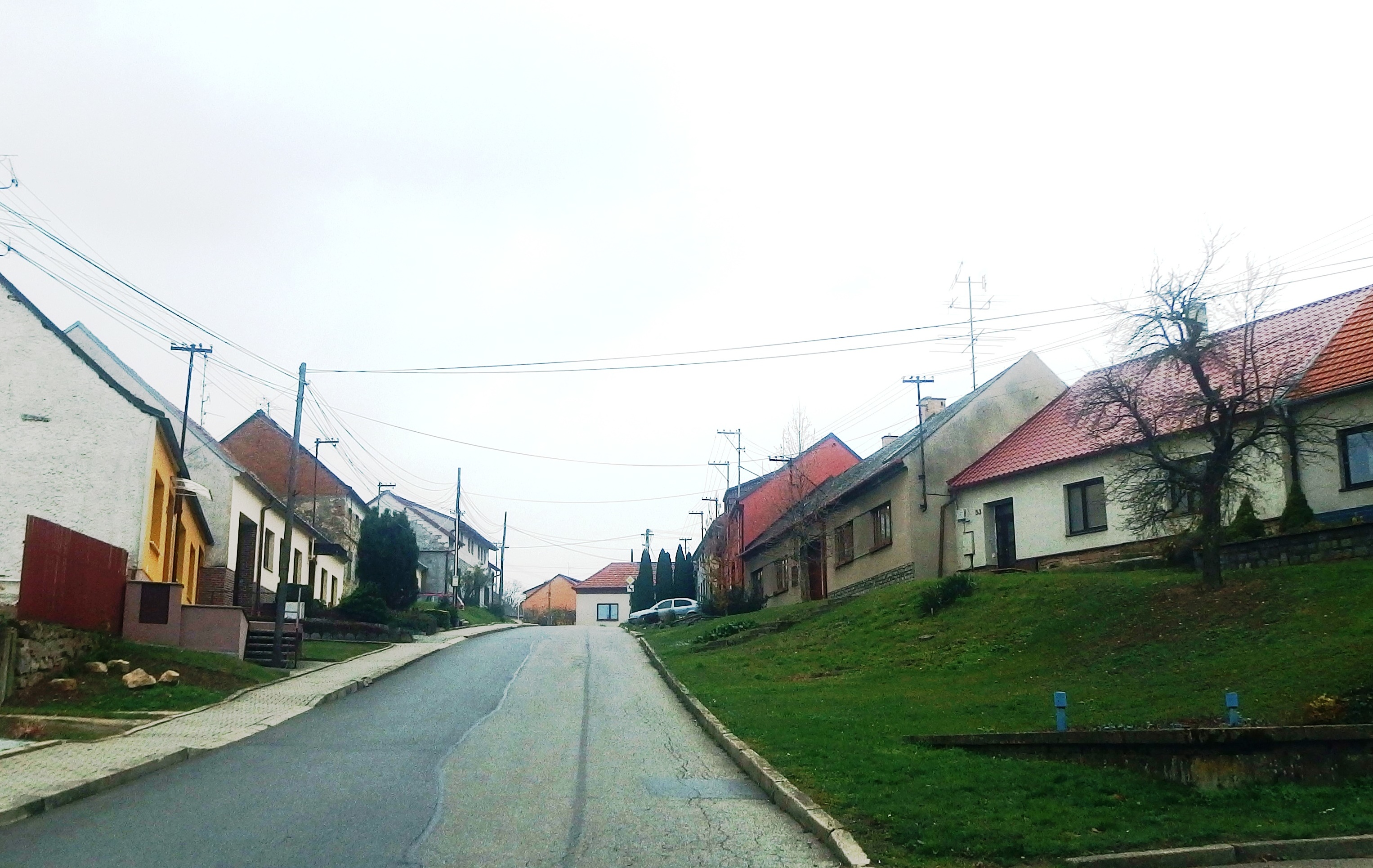
Kruh (Holubice)

Kruh (deutsch Kruch, früher Dreihöfe) ist eine Ansiedlung der Gemeinde Holubice in Tschechien. Sie liegt sechs Kilometer nordwestlich von Slavkov u Brna und gehört zum Okres Vyškov.

## Geographie
Kruh befindet sich südlich des Drahaner Berglandes am Übergang der Thaya-Schwarza-Talsenke zum Wischauer Tor. Das Dorf liegt auf einer Terrasse rechtsseitig des Baches Rakovec. Südwestlich erhebt sich der Pracký kopec (Pratzeberg, 324 m), im Westen der Žuráň (286 m) und nordwestlich der Santon. Nördlich von Kruh verläuft die Autobahn D 1/E50/E462, nordöstlich liegt die Abfahrt 210 Holubice. Im Osten führt die Eisenbahnstrecke von Brno nach Přerov vorbei.
Nachbarorte sind Pozořice und Kovalovice im Norden, Královopolské Vážany, Rousínov und Stará Pošta im Nordosten, Holubice im Osten, Slavkov u Brna und Křenovice im Südosten, Zbýšov im Süden, Blažovice und Jiříkovice im Südwesten, Bedřichovice, Rohlenka und Maxlůvka im Westen sowie Tvarožná und Sivice im Nordwesten.

## Geschichte
Archäologische Funde belegen eine frühzeitliche Besiedlung der Gegend. So wurden beim Bau der Autobahn ein altsteinzeitliches Grab und ein langobardisches Gräberfeld aus der Zeit der Völkerwanderung aufgefunden.
Die erste schriftliche Erwähnung des anteilig aus einem bischöflichen Lehn und einem zur Herrschaft Wildenberg gehörigen Allod bestehenden Dorfes Tři Dvory erfolgte im Jahre 1349. 1371 verkaufte Půta Šacler von Wildenberg die Burg Wildenberg einschließlich des Allodialantels von Tři Dvory an Markgraf Johann Heinrich. Das Bistum belehnte 1376 Budislav von Kruhy mit dem anderen Teil. Nachfolgend wechselten die Besitzer des beiden Anteile häufig und der Name des Dorfes änderte sich in Kruhy. Im Jahre 1699 kaufte Dominik Andreas I. von Kaunitz beide Anteile und schlug sie seiner Herrschaft Austerlitz zu.
Nach der Aufhebung der Patrimonialherrschaften bildete Kruhy ab 1850 einen Ortsteil der Gemeinde Holubice in der Bezirkshauptmannschaft Wischau. Seit dem Beginn des 20. Jahrhunderts ist der Ortsbane Kruh gebräuchlich. Zwischen 1903 und 1914 wurden die Kataster von Holubice und Kruh zusammengelegt. 1921 verlor Kruh seinen Status als Ortsteil. Im Zuge der Bodenreform erwarb František Frank 1923 einen Teil des Großgrundbesitzes und errichtete einen Holzverarbeitungsbetrieb. Zwischen 1949 und 1960 war Kruh Teil des Okres Slavkov und kam nach dessen Auflösung zum Okres Vyškov zurück. 1964 wurde Kruh zusammen mit Holubice nach Velešovice eingemeindet. Seit 1990 gehört Kruh wieder zur Gemeinde Holubice.

## Sehenswürdigkeiten
- Kapelle des hl. Gotthard